# Noctua adsequa
Noctua adsequa là một loài bướm đêm trong họ Noctuidae.